# 特奥多罗·奥比昂·恩圭马·姆巴索戈
特奥多罗·奥比昂·恩圭马·姆巴索戈（西班牙語：Teodoro Obiang Nguema Mbasogo，1942年6月5日—），通稱奥比昂（西班牙語：Obiang），赤道幾內亞政治家，赤道幾內亞民主黨黨首。1979年起至今擔任赤道几内亚总统（第2任）。其子特奧多羅·恩圭馬·奧比昂·曼格為赤道幾內亞第二副總統，2016年升任第一副總統。
姆巴索戈曾留學於西班牙的士官學校，回國後被授予少尉軍銜。1979年8月，他發動政變（1979年赤道幾內亞政變），推翻其叔父弗朗西斯科·马西亚斯·恩圭马，自任革命軍事委員會主席，後任最高軍事委員會主席。1982年10月正式就任總統，建立自己的獨裁體制。1982年通過新憲法，此時發生過未遂政變。2011年至2012年，擔任非洲聯盟主席。
他是有史以來任職時間最長的國家總統，也是世界上連續任職時間第二長的現任非君主制國家領導人。

## 总统

### 发动政变上台
1979年，在马西埃下令清洗自己的亲信时，使得奥比昂感觉无比恐慌，在马西埃处决几名亲信后，奥比昂果断发动政变（1979年赤道幾內亞政變），于1979年8月3日推翻了马西埃并且将其逮捕。因为长达10年的极权统治和愚民政策使该国几乎找不到可用的法官，奥比昂雇佣西班牙法官审判他的罪行。西班牙以他患有精神病为由，一审判处其无期徒刑。奥比昂不满该判决，于9月24日二审改判处死刑。因为马西埃的神格化使当地人害怕杀死他会下地狱，奥比昂雇佣摩洛哥皇家卫队将其执行枪决。

### 制定新宪法
1982年，姆巴索戈宣布对宪法进行修订。新修订的宪法减少威权统治色彩，引入文官统治。

### 国际关系
2013年12月，美国驻赤道几内亚大使馆新馆在马拉博启用。

## 争议

### 个人崇拜
姆巴索戈治下的国家充满个人崇拜色彩，每一幢重点建筑物都有姆巴索戈的行宫，许多城市有纪念姆巴索戈政变推翻马西埃的街道，民众纷纷穿着印有他肖像的衣服。每逢公开发表演说，姆巴索戈都以祝愿自己为结尾。2003年7月，赤道几内亚的国营电台称赞姆巴索戈是“国家的上帝”、“全能者的永久联络人”，“能够杀人而不用负责任，也不会下地狱”。

### 政治腐败
据《洛杉矶时报》从美国各大石油公司搜集的证据，这些公司直接向姆巴索戈在华盛顿里格斯银行开设的账户汇款，利息高达3亿美元。
2007年6月18日，巴黎检察官办公室就法国三大组织生存、Sherpa和刚果侨民联合会指控的“隐匿挪用公款”问题，对姆巴索戈、德尼·萨苏-恩格索、哈吉·奥马尔·邦戈、布莱斯·孔波雷、若泽·爱德华多·多斯桑托斯等非洲国家元首及其亲信进行初步调查。2008年1月，法国报纸《世界报》指警方的调查结论已被驳回，理由是“罪名不够严重”。报道指出，姆巴索戈与在巴黎的家人持有大量非法所得，其中包括姆巴索戈名下的一间房地产，姆巴索戈儿子名下的11辆跑车（两辆布加迪威龙、一辆法拉利恩佐、一辆玛莎拉蒂MC12和一辆法拉利599GTO）。上述资产总值高达570万欧元，由中介公司转账支付。
2008年12月2日，透明国际法国分部、Sherpa组织和一位刚果公民向姆巴索戈、邦戈和恩格索发起民事诉讼，指控三人“隐匿挪用公款”，要求赎回上述非法所得的。2009年5月5日，巴黎金融中心法官弗朗索瓦·德塞（Françoise Desset）裁定起诉有效，但被检察官办公室提出上诉。2009年10月29日，巴黎上诉法庭裁定上诉有效，提交诉讼的透明国际法国分部再上诉。2010年11月9日，法国最高法院终审裁定起诉有效，要求法官启动调查。2012年2月24日，法国司法部门查封了姆巴索戈在巴黎十六区福煦大街的一处占地200平方米的豪宅，价值约100万欧元。

### 打压反对派
姆巴索戈出动安全部队打压异己，被关进监狱的囚犯会遭到严刑拷打。

### 食人
奥比昂的反对者指控他涉嫌食人。流亡的反对派政治家塞韦罗·莫托·恩萨曾表示，奥比昂“系统地吃掉了他的政治对手”，并且他曾经“吞食”了一名警察局长的大脑和睾丸。

### 企图建立家族独裁
据报道，奥比昂·姆巴索戈考虑在他去世之后，倾向于让他的儿子特奥多罗·恩圭马·奥比昂·曼格继承他的总统职务。

## 评价
2016年11月2日，非政府组织「无国界记者」把姆巴索戈列入“新闻自由掠夺者”名单。